# Joseph-Louis de Waha
Baron Louis Joseph Marie Henri de Waha Baillonville (Luik, 10 juli 1800 - aldaar, 1 augustus 1863) was een Belgisch lid van het Nationaal Congres en senator.

## Biografie
Baron de Waha behoorde tot een familie die zijn stamboom had vanaf de 14e eeuw en die sedert mensenheugenis tot de adel behoorde. In de loop van de eeuwen was deze status en de baronstitel bij herhaling bevestigd geworden. Hij was de zoon van baron Guillaume de Waha en Marie-Jeanne de Bonhome en werd in 1822, net als verschillende van zijn neven onder het Verenigd Koninkrijk der Nederlanden, in de adelstand bevestigd met de baronstitel en werd opgenomen in de Ridderschap van de provincie Luik.
In 1825 werd hij doctor in de rechten. Hij werd attaché bij het ministerie van Buitenlandse Zaken in Den Haag en keerde in 1829 naar Luik terug om te trouwen met Sophie Grisard (1803-1840). Ze kregen een zoon en drie dochters.
In oktober 1830 werd hij tot derde plaatsvervangend lid verkozen voor het Nationaal Congres als vertegenwoordiger van het arrondissement Luik. Hij zetelde slechts, na het ontslag van Gérard Nagelmackers, vanaf 7 januari 1831. Hij kwam geen enkele keer tussen in de openbare zittingen en bij de eerste stemmingen voor een staatshoofd ging zijn voorkeur naar Karel van Oostenrijk-Teschen. Hij lijkt verder niet meer te hebben deelgenomen aan de zittingen, althans niet aan stemmingen. Op 11 april 1831 nam hij ontslag en gaf als reden dat, volgens hem, na de goedkeuring van de Grondwet, het Congres zijn zending had volbracht. Zijn brief werd voorgelezen en werd op sarcastische commentaren onthaald.
Van 1847 tot 1851 zetelde De Waha in de Senaat en liet hij zich vooral, van de liberale zijde, horen in de debatten over het onderwijs. Na zijn periode in het parlement bleef hij op dit thema in verschillende publicaties terugkomen.
Zijn schoondochter, Léonie de Waha (1836-1926) werd een bekende pedagoge, filantrope en feministe. Hij was de grootvader van baron Paul de Favereau, minister van Buitenlandse Zaken en voorzitter van de Senaat.

## Publicaties
- La vérité établie par les faits, 1851.
- Conclusions d'un libéral-catholique sur le débat entre l'évêque et le bourgmestre de Liège et sur la mise à exécution de la loi sur l'enseignement moyen, 1851.
- De l'union. Coup d'oeil historique sur l'esprit, la marche et les rapports des partis politiques en Belgique, 1855.
- De l'intervention du clergé dans l'enseignement primaire, en vertu de la loi de 1842, 1859.